# آنتال نادی (بازیکن فوتبال، زاده ۱۹۵۶)
آنتال نادی (مجاری: Antal Nagy؛ زادهٔ ۱۷ اکتبر ۱۹۵۶) بازیکن فوتبال اهل مجارستان بود.
از باشگاه‌هایی که در آن بازی کرده‌است می‌توان به باشگاه فوتبال نانسی و باشگاه فوتبال بوداپست هونود اشاره کرد.
وی همچنین در تیم ملی فوتبال مجارستان بازی کرده‌است.